# Павлоградский мост
Павлоградский мост — автомобильно-пешеходный мост через Северский Донец между Северодонецком и Лисичанском. Расположен около посёлка Павлоград. Соединяет Северодонецк с лисичанским вокзалом.

## История
Построен в 1960-х годах.
Назван по названию близлежащего посёлка. Конструкция моста железобетонная, настил асфальтовый.
Нагрузка рассчитана на проезд грузовых автомобилей.
В конце 1980-х годов заговорили о возможности создания междугородного троллейбуса который бы был через Павлоградский мост, связывающего Северодонецк и Лисичанск. Работы велись до 1993 года и были приостановлены из-за недостатка средств. 
В 2014 году в ходе войны в Донбассе была взорвана пролётная часть моста. Восстановлен в ходе капитального ремонта и открыт заново 6 декабря 2016.
В 2021 году планировался междугородный троллейбусный маршрут между городами Северодонецк - Лисичанск, который бы был через Павлоградский мост. Ожидалось, что маршрут пустят в декабре 2021 года. Троллейбусный парк Северодонецка в 2021 году купил первый троллейбус с увеличенным автономным ходом, в ноябре 2021 года была начата обкатка маршрута. Маршрут не был реализован из-за начала войны. 
21 мая 2022 года был взорван российской стороной в ходе Вторжения России на Украину.